# Juliustown
Juliustown – jednostka osadnicza w Stanach Zjednoczonych, w stanie New Jersey, w hrabstwie Burlington.